# تنبلان بالا
تنبلان بالا، روستایی در دهستان تنبلان بخش کاروان شهرستان زرآباد  در استان سیستان و بلوچستان ایران است.

## جمعیت
بر پایه سرشماری عمومی نفوس و مسکن در سال ۱۳۹۵، جمعیت این روستا برابر با ۳۵۹ نفر (۹۹ خانوار) بوده‌است.